# Впізнай мене (телесеріал)
«Впізнай мене» — український кримінальний драматичний телесеріал, який розповідає про складні взаємини між батьками та дітьми, а також про вплив минулих подій на теперішнє життя. Серіал знятий за сценарієм Євгенії Савиченко, режисером-постановником виступив Олександр Богданенко.

## Сюжет
Сюжет серіалу зосереджується на житті головної героїні Віри, доньки колишнього поліцейського. Батько суворо виховував Віру, намагаючись захистити її від зовнішнього світу. Однак їхнє життя кардинально змінилося після трагічного випадку, який залишив глибокий слід у сім'ї.
Подруга Віри, Катерина, є її повною протилежністю — вона впевнена, розкута і зухвала. Їхня дружба викликає здивування навіть у викладачів університету, оскільки Катерина не надто переймається навчанням і зосереджена на пошуках особистого щастя. Одного разу вона вирішує поїхати до клубу в пошуках успішного чоловіка, взявши з собою Віру.

## Акторський склад
У серіалі «Впізнай мене» знялися такі актори:
- Клавдія Дрозд
- Євгеній Лісничий
- Марк Дробот
- Вікторія Литвиненко
- Поліна Носихіна
- Олена Олейнікова
- Віктор Жданов
- Лариса Руснак
- Дарія Творонович
- Інна Капінос
- Володимир Філатов
- Олексій Биш

## Виробництво та реліз
Авторкою сценарію виступила Євгенія Савиченко, відома своєю роботою в жанрі мелодрами та драми. Режисером-постановником став Олександр Богданенко. Серіал має повну назву «Впізнай мене. Змінити себе та почати спочатку».
Серіал вперше вийшов у серпні 2024 на Ютубі, але згодом був видалений звідти, очікуючи реліза на телебаченні. Після виходу перших серій серіал здобув велику популярність та став хітом серед глядачів.